# Јон Стефенсон фон Течнер
Јон Стефенсон фон Течнер (исландски: Jón; рођен 29. августа 1967. у Рејкјавику ) је исландско-норвешки програмер и бизнисмен. Суоснивач је и извршни директор компаније Vivaldi Technologies. Пре покретања веб прегледача Vivaldi, покренуо је веб страницу заједнице под називом Vivaldi.net. Течнер је такође суоснивач и бивши извршни директор компаније Opera Software.

## Детињство и младост
Јон Стефенсон фон Течнер је син Исланђанке Елсе Јонсдотир и Норвежанина Стефена фон Течнера, професора психологије (и брат политичара Михаила Течнера). Јон Стефенсон је одрастао око Сколабраута у предграђу Селтјарнарнес у региону Рејкјавик, са баком и деком, лекаром Јоном Гунлаугсоном и Селмом Калдалонс, ћерком лекара и композитора Сигвалдија Калдалонса. Течнер је похађао средњу школу у Рејкјавику пре него што је наставио студије у Норвешкој, где је и направио каријеру.
Течнер је магистрирао рачунарство на Универзитету у Ослу .

## Opera Software
Течнер је радио у норвешкој државној телефонској компанији (данас познатој као Теленор) од 1991. до 1995. Тамо су он и Геир Иварсој развили софтвер за прегледање назван МултиТорг Опера. Теленор је напустио пројекат, али су Иварсој и фон Тетчнер добили права на софтвер, основали компанију под именом Opera Software 1995. године и наставили да раде на прегледачу Опера.
21. априла 2005. године, Течнер је на интерном састанку компаније изјавио да ће, ако број преузимања нове верзије Опера 8 достигне милион у року од четири дана, препливати Атлантски океан од Норвешке до Сједињених Држава.  Два дана касније, број преузимања је достиго 1 050 000 и Течнер је морао да испуни свој изазов.  Сајт Опере је покривао пливање и његов брзи неуспех.
Под његовим вођством, Јон је извео Оперу у глобалну компанију са више од 750 запослених у 13 земаља. Опера је била пионир у мобилном веб прегледању и више од 350 милиона људи у свету користи Оперу.
У јануару 2010. Течнер је напустио место извршног директора Opera Software-а, али је наставио да ради као стратешки саветник.
У јуну 2011. Течнер је објавио да напушта Opera Software због неслагања са менаџментом. 

## Vivaldi Technologies
У децембру 2013. Течнер је основао компанију Vivaldi Technologies и покренуо веб страницу заједнице vivaldi.net, која укључује форум, блогове, ћаскање, размену фотографија и бесплатну услугу е-поште под називом Vivaldi Mail.
27. јануара 2015. године, Vivaldi Technologies је obјавио излазак свог новог веб прегледача Vivaldi.  Његова верзија 1.0 изашла је у априлу 2016. Јон фон Течнер и његов тим праве прегледач богат функцијама који узима у обзир потребе сваког корисника. Vivaldi се сам финансира и тежи томе да запослени буду власници капитала.